# جيمس وارد (محامي)
جيمس وارد (بالإنجليزية: James Ward)‏ هو قاضي ومحامي أمريكي، ولد في 1935 في سو فولز في الولايات المتحدة.